# جون جي ترمب
جون جي ترمب (بالإنجليزية: John G. Trump) (و. 1907 – 1985 م) هو فيزيائي، ومهندس كهرباء، ومخترع، وأستاذ جامعي من الولايات المتحدة الأمريكية . ولد في نيويورك . وكان عضواً في الأكاديمية الوطنية للهندسة، وجمعية مهندسي الكهرباء والإلكترونيات، والأكاديمية الأمريكية للفنون والعلوم . وهو عم دونالد ترمب رئيس الولايات المتحدة الحالي. توفي في بوسطن ، عن عمر يناهز 78 عاماً.

## التعليم
تعلم في جامعة كولومبيا، وكلية تاندون للهندسة في جامعة نيويورك، ومعهد ماساتشوستس للتكنولوجيا.

## مناصب وهيئات
عمل فيمعهد ماساتشوستس للتكنولوجيا.

## جوائز
حصل على جوائز منها:
- قلادة العلوم الوطنية الأمريكية (1983)
- IEEE Lamme Medal [الإنجليزية]‏ (1960)
- President's Certificate of Merit [الإنجليزية]‏ (1948)
- King's Medal for Service in the Cause of Freedom [الإنجليزية]‏ (1947).